# پشتون‌ستیزی
پشتون ستیزی یا پشتون هراسی، افغان ستیزی یا افغان هراسی احساسات دشمنانه و ستیزه‌جویانه نسبت به فرهنگ، عقاید و تمامی عناصر پشتون‌ها گفته می‌شود.

جلد کتاب اشرف بر تخت اصفهان

## اروپا
در سال ۲۰۲۵ گزارشی به‌دست خبرگزاری‌ها رسید مبنی بر طرح اخراج پشتون‌ها از سوئیس.

## پیشینه و عوامل
- لشکر کشی دولت هوتکیان به اصفهان و جنگ‌های نادرشاه نیز آغازی از پشتون‌ستیزی در بین ایرانیان شد. در کتاب «اشرف افغان در تختگاه اصفهان» مترجم در خصوص پشتون‌هایی که به رهبری اشرف افغان و محمود هوتک به اصفهان لشکرکشی کردند چنین وصف نام برده است:

با دار و دسته خود یا به قول نویسندگان روزنامه جمعی از «سگان گرسنه»، «دیوان هفت چشم» برای «تاراج، کلاشی و پوست کنی خلایق»؛ مانند بیماری آکله در کارست.
- هجوم لشکرکشی‌های پی در پی سپاهیان انگلیس به افغانستان، تبلیغات ضد پشتونی در بریتانیا و کشورهای غربی به همراه داشت.[نیازمند منبع]
- انتقال پشتون‌ها به شمال افغانستان بر طبق نظامنامه ناقلین بسمت قطغن
- اختلافات سیاسی بین کشور پاکستان و افغانستان در خصوص مسئله خط دیورند و اصرار پشتون‌های افغانستان به پس‌گیری مناطق بومی تحت نام «پشتونستان» و مخالفت دولت پاکستان، موجی از پشتون ستیزی و افغان ستیزی را به همراه د اشت. چنانچه بسیاری از مردم پنجاب در پاکستان عقاید ضد پشتونی عمیقی دارند و این مسئله گاه موجب درگیری‌های مرزی بین سربازان مرزی کشور افغانستان و پاکستان می‌شود.[۳][۴]
- مبحث پشتون‌ستیزی در داخل کشور افغانستان، در بین اقوام تاجیک، هزاره و ازبک نیز وجود دارد.
- در بین هزاره‌ها، بعد از نسل‌کشی هزاره‌ها توسط عبدالرحمان خان، حاکم پشتون، موج عقاید پشتون ستیزی را در این قوم را به همراه داشته است. در بسیاری از مناطق هزاره‌جات اختلافات شدید بین هزاره‌ها و پشتون‌ها وجود دارد.[۵]
- پشتون ستیزی در بین تاجیکان افغانستان پیشینه طولانی ندارد و نسبت قوم هزاره از پشتون ستیزی کمتری برخوردار است. اما با اختلافات داخلی بین مقامات تاجیک و پشتون بر سر مسایل تذکره هوشمند، به رسمیت شناختن خط دیورند و مسایل تاریخی افغانستان، بر سر نام کشور و زبان پشتو، این اختلافات به مردم دو قوم وارد و احساسات ستیزه جویانه دو طرفانه رشد بیشتری کرد.[۶]

## یادداشت
1. ↑  در افغانستان توسط دیگر اقوام، اوغان (افغان) خطاب میشوند.